# چولاس فراتراس
چولاس فراتراس (به انگلیسی: Chulas Fronteras) فیلمی مستند به کارگردانی لس بلنک محصول کشور ایالات متحده آمریکا است.